# Батько (фільм, 1990)
«Батько» («Tėvas») — радянський телефільм 1990 року, знятий режисером Відмантасом Бачюлісом на Литовському телебаченні.

## Сюжет
Фільм поставлений за мотивами твору шведського письменника Августа Стріндберга.

## У ролях
- Антанас Шурна — головна роль
- Регіна Арбачяускайте — головна роль
- Кароліс Дапкус — роль другого плану
- Яніна Берукштіте — роль другого плану
- Дайва Лебелюнайте — роль другого плану
- Альгімантас Зігмантавічюс — роль другого плану

## Знімальна група
- Режисер — Відмантас Бачюліс
- Сценарист — Відмантас Бачюліс
- Оператор — Зігмас Гружінскас
- Художник — Рене Петрулене